# 2017 UO43
2017 UO43 ist ein Asteroid, der zu den Erdnahen Asteroiden (Apollo-Typ) zählt und am 29. Oktober 2017 im Rahmen des Mount Lemmon Surveys am Mount-Lemmon-Observatorium in den Santa Catalina Mountains nordöstlich von Tucson in Arizona (IAU-Code G96) entdeckt wurde.